# Macromantis saussurei
Macromantis saussurei es una especie de mantis de la familia Mantidae.

## Distribución geográfica
Se encuentra en la Guayana Francesa.